# 王那相
王那相（?—?），唐朝将领。
唐睿宗光宅元年（684年）九月，英国公李敬业反对太后武则天称制，在扬州起兵。十月，武则天派左玉钤卫大将军梁郡公李孝逸为扬州道行军大总管，率兵三十万以拒李敬业。李敬业兵败，逃奔润州，潜藏在蒜山下，将从海上逃到高句丽的故地，到达海陵县地界，被大风所阻止。十一月十八日，李敬业被部将王那相背叛。王那相斩杀李敬业、李敬猷和骆宾王，投降唐朝官军。李敬业同党二十五个人的首级，传送到东都洛阳。

## 影视形象
- 《镜花缘传奇》顾冠忠扮演